# Baldur’s Gate
A Baldur's Gate egy számítógépes fantázia-szerepjáték, melyet a BioWare fejlesztett és az Interplay adott ki 1998-ban. Az első epizódja a Baldur's Gate sorozatnak, mely a Forgotten Realms világában játszódik, mely az Advanced Dungeons & Dragons (AD&D) második kiadásának szabályrendszerén alapul. A játék grafikus motorja az Infinity Engine, amit az ugyanebben a világban (licensz alapján) játszódó játékaihoz a jövőben is felhasznált az Interplay. A játék egy kalandozó csapat történetét követi végig Faerûn kontinensén, az úgynevezett Kardparton (Sword Coast).
Megjelenésekor a Baldur's Gate hatalmas siker volt, a kritikák a szerepjáték műfaj reneszánszának elindítójának tartották, illetve minden idők egyik legjobb szerepjátékának. Egy kiegészítő jelent meg hozzá (Tales of the Sword Coast), illetve később folytatások. 2012-ben "Baldur's Gate: Enhanced Edition" címmel a Beamdog elkészítette a játék felújított változatát.

## Játékmenet
A játék felülnézeti, izometrikus nézőpontú, melyben karakterünket előre renderelt világban lehet irányítani. Ennek során küldetéseket vehetünk fel, toborozhatunk magunk mellé segítőtársakat, és harcolhatunk is, miközben a fő történetszálon haladunk végig. Az irányítás egérrel, a játék interfészén keresztül történik, amelyen láthatjuk az egyes karakterek állapotát, a küldetések információit, statisztikákat, továbbá itt tudjuk kezelni a tárgytárolót, valamint azt is beállíthatjuk, hogy a csapatunk milyen formáció szerint haladjon. Az utasítások adásában segítségünkre van a billentyűzet, mellyel gyorsparancsokat érhetünk el. Az Advanced Dungeons & Dragons szabályoknak megfelelést, köztük a statisztikai számításokat és a kockadobást a játék a háttérben végzi. A szabályrendszer annyiban került csak részlegesen módosításra, hogy lehetőség legyen utasításokat adni akkor is, amikor a játék éppen megállításra kerül.
Valahányszor új játékot indít a játékos, vagy új karaktert kell generálnia, vagy át is hozhatja egy korábbi mentéséből a hőseit. Meghatározható karakterünk neve, neme, faja, karakterosztálya, beállítottsága, illetve az egyes képességei. A karakterek lehetnek több osztályba is sorolhatóak, azonban a szabályrendszer megkötései miatt bizonyos esetekben csak az egyik osztály képességeit használhatják ki.
A játék története nyolc részre oszlik: egy prológusra és hét fejezetre. Mindegyik részben meg kell csinálni egy küldetést ahhoz, hogy a következőre továbbléphessünk. A térkép egyes részei ennek megfelelően elérhetetlenek is mindaddig. Egyszerre legfeljebb öt csapattársunk lehet, és nincs a tekintetben megkötés, hogy kiket veszünk fel és kiket rúgunk ki.
A kezelőfelület alapvetően három részből áll. Az elsőn látható egy térkép, egy napló, a statisztikák ikonja, a karakterek tárgytárolója, varázskönyv, és egy óra. A másodikon a karakterek portréja látható, valamit az életerejük, és ha valaminek épp a hatása alatt állnak, akkor az is. A harmadik rész attól függően változik, hogy hány karaktert jelöltünk ki. Ha csak egyet, akkor váltogathatunk a fegyverei között, varázsolhatunk vele vagy tárgyakat használhatunk, Ha több karakter van kijelölve, akkor a csapatirányítás ikonjai jelennek meg.
A tárgytárolóban találhatóak a fegyverek, a lőszerek, páncélok, sisakok, nyakláncok, gyűrűk, övek, köpenyek, lábbelik, és sok minden más. Minden karakter esetében meghatározott, hogy mennyi holmit bír el, ha ezt túllépjük, vagy lelassul a mozgása, vagy moccanni sem bír. Egyes karakterosztályok nem használhatnak bizonyos tárgyakat, és vannak olyan tárgyak, amelyek kétkezesek, tehát nem adhatunk egy-egy tárgyat (pl. fegyvert és pajzsot) mindkét kezébe. Három különböző lőszer és háromféle használható tárgy lehet nálunk.
Beszélgetéseket is kezdeményezhetünk a barátságos vagy épp semleges nemjátékos karakterekkel. Bizonyos párbeszédek automatikusan elindulnak, ha közel érünk hozzájuk. Van köztük, akikkel kereskedni is tudunk, vagy épp segíthetnek felismerni különféle tárgyakat. Hasznos helyek még a fogadók, ahol biztonságban pihenhetnek a karakterek vagy tanulhatnak meg varázslatokat. Ez azért is hasznos, mert az idő múlásával a karakterek is képesek elfáradni. A templomokban gyógyulni van lehetőségünk, vagy feltámasztani az egyik halott karakterünket. Hőseink hírnévvel is rendelkeznek, ami befolyásolja, hogy hogyan fogadják őket az egyes helyeken.

## Történet
A játék az Ed Greenwood által megálmodott Forgotten Realmsban játszódik, 1368DR-ben, egy olyan időszakban, amikor a vasból éppen hiány van, és a vasból készült dolgok kivétel nélkül tönkremennek vagy szétrohadnak. Faerûn nyugati partvidékén, az úgynevezett Kardparton zajlik a cselekmény, mely egy földrajzi és gazdasági értelemben is változatos vidék. A legnagyobb város ezen a területen a címbeli Baldur Kapuja (Baldur's Gate), de ezenkívül számtalan helyre juthatunk el. A helyszínen túl számos frakció és szereplő teszi tiszteletét a Forgotten Realmsből. Több mint 25 karakter tarthat velünk küldetésünk során, köztük olyan, a kánonban is szereplő karakterek, mint Drizzt Do'Urden vagy Elminster.
Karakterünk egy mágus, Gorion által örökbefogadott árva gyerek, akivel Candlekeep ősi könyvtár-erődítményében él, Egyik éjszaka, minden előzmény nélkül arra kér minket, hogy hagyjuk el a helyet. Útnak is indulnak, ám nem sokkal később egy rejtélyes alak és csatlósai rajtuk törnek és arra akarják kényszeríteni Goriont, hogy adjon át minket. Az öreg ezt megtagadja, ezért megölik, de el sikerül menekülnünk. Hamarosan találkozik hősünk gyerekkori ismerősével, Imoennel, aki ugyanúgy árva, mint ő, és aki titokban követte őket. Gorion nélkül nem tudnak visszatérni Candlekeep-be, de Baldur Kapuja is zárva marad előttük a mostanában zajló banditatámadások miatt, ezért aztán nekilátnak kinyomozni, hogy mi áll a vaskrízis mögött.
Mint kiderül, Nashken bányáiban, ami a legfontosabb vaslelőhely, koboldok és egy félork bűvölik el a fémet, azért, hogy a Vastrón névre hallgató szervezet meggyengítse Baldur Kapujának befolyását. Azzal, hogy sikerül megoldaniuk a problémát, a karaktereink bebocsátást nyernek a városba. A Vastrón székhelyére történő bejutást követően azt is megtudják, hogy egy helyi vezető tervelte ki az összeesküvést, aki több más társával épp Candlekeep-ben készül gyülekezni. Mikor ezt az információt felfedjük Eltan herceg előtt, ő ad nekünk egy varázskönyvet, mellyel visszajuthatunk Candlekeep-be, hogy kémkedhessünk. Itt főhősünk hall egy próféciáról, amelyet Alaundo, az ősi látnok írt, amelyben felfedi, hogy Bhaal, a gyilkosságok istene a visszatérését tervezi számtalan ivadékán keresztül, melyek közül az utolsó, aki életben marad, veheti át a helyét. Az is kiderül, hogy hősünk is egyike Bhaal ivadékainak. Csapatunkat bebörtönzik a Vastrón vezetőinek meggyilkolásának vádjával, és Baldur Kapujába készülnek őket visszavinni kivégezni. Tethoril, Candlekeep egyik őrzője felkeres minket és elmondja, hogy Koveras, egy gyanús karakter, akivel korábban találkoztunk, nem más, mint a Vastrón egyik volt vezéralakjának mostohafia. A valódi neve Sarevok, ő ölte meg Goriont, és ő az, aki ránk is vadászik.
Mivel hisz ártatlanságunkban, Tethoril kiszabadít minket és az erőd alatti katakombákba teleportálja hőseinket. Így térnek vissza Baldur Kapujába, ahol azonban azzal vádolják őket, hogy Amn királyságának parancsára cselekedve ők robbantották ki a vaskrízist, ők ölték meg a város egyik nagyhercegét, és ők mérgezték meg Eltan herceget is. Ám hőseink, miközben bújkálniuk kell, megtalálják a bizonyítékot arra, hogy mindez a Vastrón ármánykodása, akik hasonmásokat is szereztek annak érdekében, hogy tervüket kivitelezhessék. A céljuk Baldur Kapujának meggyengítése és Amntól való vasfüggősége volt. Arra is rájönnek, hogy Sarevok, aki maga is Bhaal-ivadék, szándékosan szította a két frakció közt a gyűlöletet azért, hogy mindkettő azt higgye, hogy a másik áll a krízis mögött, és hogy ezzel végül háborút robbanthasson ki. Sarevok úgy véli, hogy ha ez megtörténik, azzal már elég jogot szerez ahhoz, hogy magát kiálthassa ki a gyilkosságok új istenének. Mivel hősünk hozzá hasonlóan tehetséges, nem hagyhatta, hogy az útjába álljunk, ezért is küldött bérgyilkosokat ránk és ezért akarja, hogy mindenáron végezzenek velünk. Sarevok hűséges maradt az apjához, egészen addig, amíg a Vastrón találkozója Candlekeepben meg nem hiúsította a terveit, ezért kénytelen volt vele és a többiekkel is végezni, hogy aztán őt lássák megmentőnek Baldur Kapujában. Természetesen ő volt az is, aki Eltan herceget megmérgezte és megölte a nagyhercegeket.
Épen Sarevok nagyherceggé koronázása zajlana a városban, amikor megérkezünk. A bizonyítékok bemutatása után Sarevok elmenekül, egyenesen a város alatt húzódó rég elfeledett romok közé. Bhaal ősi templomában kerül sor a végső leszámolásra, megmentve ezzel Kardpartot és eliminálva egyik testvérünket. A végső jelenetben látható, ahogy Sarevok lelke leszáll az alvilágba, ahol elpusztítja az egyik szobrot, amit utána mintáztak – és mint kiderül, valamennyi Bhaal-ivadéknak van egy ilyen szobra.

## Fejlesztés
A játék készítését még 1995-ben kezdte meg a BioWare, Forgotten Realms munkacímen. A céget Ray Muzyka, Greg Zeschuk, Trent Oster, a testvére, Brent, Zeschuk unokatestvére, Marcel, és Augustine Yip alapították. Vezető programozójuk mindent tudott a Forgotten Realmsről, ebből rakták össze a játékot és a történetet. Maga a játék és a hozzá kapcsolódó Infinity játékmotor fejlesztése párhuzamosan zajlott. A grafika szoftveresen, DirectDraw segítségével generálódott. A tervezés során a Wasteland volt az etalon, különösen a tekintetben, hogy egy küldetést többféleképpen is meg lehessen oldani.
Akkoriban szokatlan módon a játéktérben való mozgás nem rácsalapú volt, hanem a játékteret teljes egészében renderelték, amivel együtt járt, hogy lényegesen hosszabb ideig tartott a fejlesztés. A munkálatokban részt vevő hatvan ember közül mindenkinek ez volt az első videojátéka. Az idő szorítása miatt végül az egyes zónák és a játékmenet is leegyszerűsítésre kerültek. A játék kiadását az Interplay vállalta fel, amely megszerezte a Forgotten Realms licenszének jogait, és azt is tervezte, hogy több játékot is kiadnak, ami a világban játszódik.
A játék végül 1998 karácsonyára jelent meg. Az Interplay nem volt túl bizakodó, kezdetben igen alacsony eladási számokra számítottak. Abban bíztak, hogy legalább a 200 ezer példányos eladás meglesz, hogy az alappal szolgálhasson a folytatás elkészítéséhez. Általános meglepetésre a játék hatalmas siker lett, köszönhetően a licensznek, és a rajongókkal való kommunikációnak a fejlesztés során. Az eredetileg boltokba került példányokat szinte azonnal elkapkodták, és 1999 januárjának közepére már megvolt a 175 ezres eladott példányszám, amely az Interplay esetében is kimagasló volt, és ami a tőzsdei árfolyamukra is jótékony hatással volt. Február végére átlépte a félmilliós eladást a játék, amivel az Interplay valaha volt egyik legsikeresebb programja lett. 2015-ig összesen 2,8 millió példányt adtak el belőle.

## Öröksége
1999-ben "Baldur's Gate: Tales of the Sword Coast" címmel megjelent egy kiegészítő, ami egy új történetet mesélt el, ezenkívül apróbb finomításokat tartalmazott a játékmenetre nézve. 2000-ben érkezett a folytatás, a "Baldur's Gate II: Shadows of Amn", majd 2001-ben annak a kiegészítője, a "Baldur's Gate II: Throne of Bhaal", amely le is zárta a történetet. Az Interplay ezenkívül további játékokat adott ki, melyek ebben a világban játszódtak: az 1999-es "Planescape: Torment", a 2000-es "Icewind Dale", valamint  a 2002-es "Icewind Dale II" készült el. 1999-ben a játék alapján egy regény is megjelent, melyet Philip Athans írt.
2000-ben a Baldur's Gate és kiegészítője megjelentek egy csomagban, 2002-ben pedig a második résszel és a kiegészítőjével együtt. Ugyanebben az évben a "Planescape: Torment" és az "Icewind Dale" társaságában is kapott egy kiadást, amit 2004-ben az "Icewind Dale II"-vel bővült változat követett.
A Black Isle Studios már 2001 végén elkezdte fejleszteni a "Jefferson" kódnévre hallgató "Baldur's Gate III: The Black Hound" című játékot, amely a licensz részleges elvesztése miatt inkább az Icewind Dale történetét folytatta volna. A játék sosem készült el, mert az Interplay 2003 decemberében bezárta a fejlesztőstúdiót, és ezt, valamint a készülőben lévő Fallout 3-at is törölték. Egy másik fejlesztőcsapat, a Larian Studios végül 2023-ban adta ki a "Baldur's Gate III"-at.

## Enhanced Edition
2012-ben jelent meg a Beamdog fejlesztésében és az Atari kiadásában, kezdetben Windowsra, majd 2014-ben iPad-re, MacOS X-re, Androidra és Linuxra, 2019-ben pedig Xbox One , Playstation 4 és Nintendo Switch platformokra. A játékban benne szerepel az alapjáték és a "Tales of the Sword Coast" kiegészítő, "The Black Pits" néven egy új kalandpálya, 2016-ban pedig "Siege of Dragonspear" néven egy kiegészítő is megjelent hozzá.
Amellett, hogy megtartották az eredeti játék minden elemét, azt a Baldur's Gate II játékmechanikája alapján fel is frissítették. A többjátékos módba bekerült a keresztplatform-támogatás, azaz a más eszközön játszó játékosokkal is együtt lehetett kalandozni. Két új nehézségi szint is bekerült, valamint a Steam és a GOG alatt megvásárolható változatokban teljesítményeket is el lehetett érni. Néhány küldetést kibővítettek, négy új NPC került be, ezek közül háromnak saját küldetésszála van. A kezelőfelület felfrissítésre került, állítható lett a felbontás, megkapta a játék a széles kijelzők támogatását, és a módok használati lehetőségét. Megemelték a maximálisan elérhető szintet, a térkép és a naplózás finomhangolva lett, és a Baldur's Gate II-ból átemelésre kerültek az osztályok és az alfajok, valamint a románc lehetősége.
Az iPad és Android-verziók kezelőfelülete egész más, figyelemmel az érintőképernyős irányításra. Szemmel látható különbség a nagyobb betűméret és az ujjal zoomolható kezelőfelület. A táblagépes verzióban az egyes ikonokra kattintás helyett lapozó mozdulattal lehet a képernyők közt váltani. 